# Greater Tubatse
Greater Tubatse (officieel Greater Tubatse Local Municipality) is een gemeente in het Zuid-Afrikaanse district Sekhukhune.
Greater Tubatse ligt in de provincie Limpopo en telt 335.676 inwoners.

## Hoofdplaatsen
Het nationaal instituut voor de statistiek, Stats SA, deelt sinds de census 2011 deze gemeente in in 162 zogenaamde hoofdplaatsen (main place):
Alverton • Apiesdoring • Banareng • Boshoek • Bothashoek • Bottom Village • Burgersfort • Diphale • Dithabeneng • Dithamaga Trust • Ditobeleng • Ditwaile • Driekop • Ga-Kgoete • Ga-Maepa • Ga-Mahlokwane • Ga-Makofane • Ga-Makopa • Ga-Makubane • Ga-Makwa • Ga-Malekana • Ga-Malepe • Ga-Mampuru • Ga-Manyaka • Ga-Mapea A • Ga-Mapea B • Ga-Maroga • Ga-Masha • Ga-Mashamptane • Ga-Mashishi • Ga-Mashukwane • Ga-Mongatone • Ga-Moraba A • Ga-Moraba B • Ga-Motodi • Ga-Motshana • Ga-Mphethi • Ga-Mpuru • Ga-Phala • Ga-Phasha • Ga-Podele • Ga-Ragopola • Ga-Riba • Ga-Selala • Genokakop • Greater Tubatse NU • Hopekraals • Hwashi • Itabaleng • Kgautswana • Kgopaneng • Kgotlopong • Kgwedi • Khulwane • Lebalelo • Leboeng • Legwareng • Lehabeng • Lekgwabeng • Lekgwareng • Lenareng • Lwaleng • Maahlashe • Maakgake • Maakubu • Maandagshoek • Mabotsha • Madetameng • Madibeng • Madidimola • Madiseng • Maepa • Mafarafara • Magabaneng • Magakala • Maglopi • Magwareng • Mahlagari • Mahlageng • Makgelane • Makgemeng • Makopung • Makubu • Malaeneng • Malokela • Mamogolo • Mamphahlane • Manawaneng • Mangabane • Manoke • Mantsakane • Mapareng • Maphoko • Maphopha • Marakalala • Maretiwane • Marisileng • Marobajin • Marota • Marota A • Masakeng • Masete • Mashabela • Matimatjaji • Matokomane • Melao • Mmaphoko • Moduberg • Mohlake • Mokgorwane • Mokobola • Mokutung • Molawi • Mooihoek • Morapaneng • Morethuse • Moroke • Mosego • Moshira • Motate • Motlailane • Motlolo • Motloulela • Mtsaneng • Murolaneng • Naledi • Ohrigstad • Paeng • Palaneng • Penge • Phashaskraal • Phiring • Polaseng A • Pologong • Prakteseer • Rantho • Riba Cross • Rietfontein • Riverside • Santeng • Sealane • Segorong • Sehlaku • Sehunyana • Senthle • Serafa • Seuwe • Shakung • Shushumela • Sofaya • Sokodimeng • Steelpoort • Stocking • Taung • Tedintetjane • Thabaneng • Thokwane • Trustine • Tsakane • Tshenyane • Tukakgomo • Wismar.